# Totalitaryzm

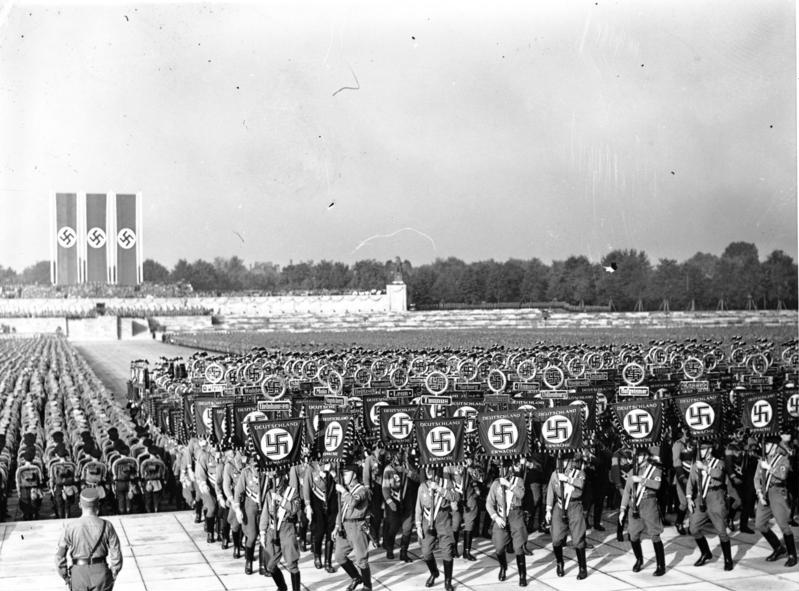
Zjazd NSDAP – partii sprawującej władzę totalitarną w III Rzeszy, 1938

Totalitaryzm (dawniej też: totalizm, łac. totalis – cały, całkowity) – system polityczny, w którym jednostka jest całkowicie podporządkowana państwu, przeciwstawia jednostkę państwu i charakteryzuje się ekstremalną ingerencją w życie publiczne i prywatne. 
Państwo kontroluje wszystkie dziedziny życia społecznego, dążąc do całkowitego podporządkowania sobie obywateli. Jednostka, stanowiąca niejako własność państwa, zostaje pozbawiona swobody myśli i wolności wyboru. 
Określenie totalitaryzm funkcjonuje już od czasów przedwojennych, lecz w latach powojennych pojawiło się kilka kontrowersji co do znaczeń tego słowa. W okresie zimnej wojny zaczęło być używane w języku krajów zachodnich na określenie systemu panującego w komunistycznych państwach bloku wschodniego i ogólnie państwach komunistycznych.
Określenie to nie jest używane jedynie w stosunku odnoszącym się do krajów współcześnie dyktatorskich, a także przeszłych krajów faszystowskich i komunistycznych, a może być też używane w określeniu na systemy panujące jeszcze w dawniejszych czasach w wielu krajach. Wielu filozofów używało zbliżonych terminów na określenie takich systemów. Termin totalitaryzm wszedł jednak dopiero w latach 20. XX wieku do użycia.
Zazwyczaj jako wzory systemów totalitarnych podawane są historyczne już reżimy faszystowskie, nazistowskie i komunistyczne XX wieku jak Włochy w okresie rządów faszystowskich, III Rzesza, Związek Radziecki, oraz Chiny w okresie maoizmu, a współcześnie także Korea Północna. Wszystkie w okresie dojrzałym charakteryzowały się dążeniem do kontrolowania i w pełni podporządkowania sobie mas z pominięciem wszelkich zasad moralnych, a także popełnianiem masowych zbrodni na obywatelach.
Reżimy totalitarne różnią się od autorytarnych przede wszystkim rodzajem suwerena. W autorytaryzmie jest to biurokracja lub wojskowi (struktury siłowe). W totalitaryzmie suwerenem jest aparat partyjno-państwowy. Różny jest też sposób rządów – w autorytaryzmie rządy sprawują zazwyczaj wąska elita polityczna lub oligarchowie, często nadużywający władzy i chcący się przy niej utrzymać za wszelką cenę. Totalitaryzm w okresie dojrzałym charakteryzuje się monopolem rządzących na kontrolowaniu wszystkich instytucji i zbiorowości społecznych, decydowaniu o wszystkich aspektów życia w kraju i wykorzystywaniu instytucji państwowych i nie-państwowych do terroryzowania swojego społeczeństwa, a także przewodnią ideologią państwową. Społeczeństwo jest w totalitaryzmie przekształcane w masy, które mają realizować polecenia i życzenia dyktatora lub partii.

## Historia pojęcia
Termin totalitario stworzył w 1923 r. Giovanni Amendola. Była to koncepcja krytyczna wobec zmian wprowadzanych we Włoszech przez faszystów. W 1925 r. Benito Mussolini przejął określenie totalitaryzm i nadał mu pozytywny wydźwięk dla nazwania systemu państwowego, który wprowadzał.
Pod koniec lat 20. po raz pierwszy próbowano zastosować to pojęcie zarówno do ZSRR, jak i do włoskiego faszyzmu. W latach 30. i 40. pojęcie było rozwijane przez lewicowych teoretyków, takich jak Franz Leopold Neumann, Leo Löwenthal, Rudolf Hilferding, którzy odnosili je jednak wyłącznie do faszyzmu i nazizmu, nie do ZSRR.
Koncepcja stała się bardziej popularna w okresie zimnej wojny, gdy w głównym, antykomunistycznym dyskursie politycznym Zachodu, miała na celu podkreślenie podobieństw między państwami faszystowskimi a ZSRR.

## Przykłady totalitaryzmów
Jako państwa totalitarne określane są: Włochy w okresie rządów faszystów, III Rzesza, Hiszpania frankistowska (mianem totalitarnej określali ją także jej twórcy) oraz państwa rządzone przez komunistów jak Związek Radziecki, Chiny czy Korea Północna. Oprócz tych państw jako totalitarne są określane także inne ustroje w zależności od preferencji osoby, która takowym mianem określa dany system rządów.

## Cechy

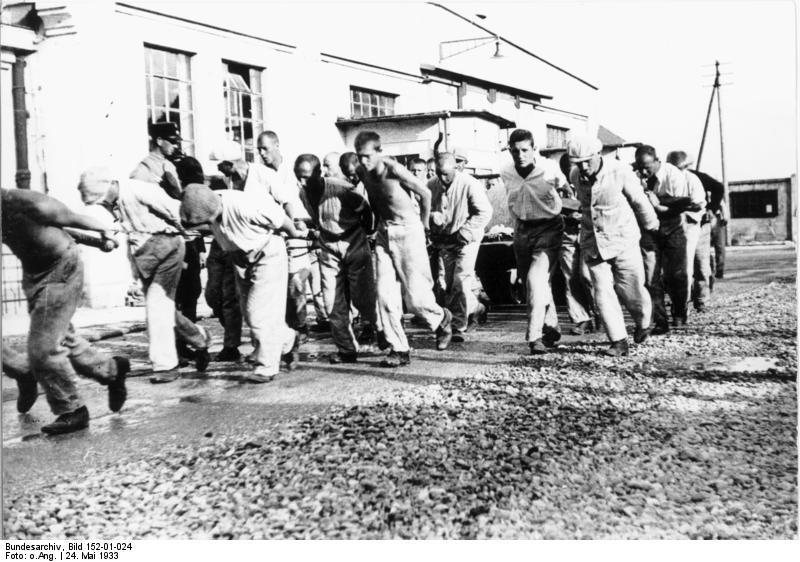
Represje w systemie totalitarnym – przymusowo osadzeni w obozie niemieckim, 1933

Charakterystycznymi cechami państw totalitarnych są: autokratyzm (w szczególności zasada wodzostwa), kontrolowanie przez aparat władzy wszystkich dziedzin życia i ingerencja w przekonania, poglądy, zachowania obywateli, rozbudowana propaganda (m.in. fałszująca obraz rzeczywistości), dezinformacja, pełna kontrola nad siłami zbrojnymi, policją i wymiarem sprawiedliwości – wykorzystywanymi jako elementy systemu terroru i represji przeciwko społeczeństwu. Dwaj zimnowojenni politolodzy amerykańscy, Zbigniew Brzeziński i Carl Friedrich, będąc zwolennikami tożsamości reżimu hitlerowskiego i stalinowskiego, wyróżnili pięć cech, które występując jednocześnie w danym państwie, świadczą o jego totalitaryzmie. Są to: oficjalna, przewodnia ideologia; jedna, monopolistyczna, masowa partia, pod wodzą dyktatora; monopol rządu na broń; rządowy monopol dysponowania środkami masowego przekazu; system policyjny, oparty na przemocy, strachu i tajnych służbach. Definicja ta była wielokrotnie krytykowana ze względu na niejasność pojęcia przy jednoczesnym dostrzeganiu jej użyteczności w uświadamianiu społeczeństwom Zachodu poziomu zagrożenia ze strony reżimów komunistycznych. 
Istnieje jeszcze jeden zbiór cech totalitaryzmu stworzony przez Hiszpana Juan Linza, który został uzupełniony przez Romana Bäckera poprzez zamienienie kategorii Weltanschauung pojęciem gnozy politycznej Erica Voegelina i Alaina Besançona. W takim przypadku istota totalitaryzmu to: monizm decyzyjny partii nowego typu będącej rdzeniem aparatu partyjno-państwowego; gnoza polityczna oraz sterowana masowa mobilizacja społeczna
Norman Davies w książce Europa. Rozprawa historyka z historią podaje następujące cechy totalitaryzmu:
- pseudonauka: twierdzenie, że ideologia opiera się na „fundamentalnych prawach nauki”;
- utopijne cele;
- dualistyczne partia-państwo;
- zasada wodzostwa;
- rozbudowana biurokracja;
- propaganda;
- „wróg dialektyczny”;
- psychologia nienawiści: kreowanie i podsycanie nienawiści;
- monopol w dziedzinie sztuki, estetyzacja władzy;
- cenzura prewencyjna;
- fabrykowanie informacji (dezinformacja);
- ludobójstwo i przymus;
- kolektywizm (w życiu społecznym);
- militaryzm;
- pogarda dla liberalnej demokracji;
- nihilizm moralny (dążenie do celu z pominięciem zasad etycznych).

Michel Foucault z kolei podkreśla, iż ustrój totalitarny polega nie na nadmiernym rozroście państwa, lecz na „ograniczeniu jego autonomii, specyfiki czy sposobu funkcjonowania” na rzecz jedynowładztwa partii. Co więcej, zdaniem Foucaulta np. narodowosocjalistyczne Niemcy dowodzą zniesienia samego państwa jako osoby prawnej, której funkcje przejmuje tzw. naród.
Hanna Arendt w ,,Korzeniach totalitaryzmu” pisze Totalitaryzm jest zasadniczo odmienny od innych znanych nam postaci politycznego ucisku, takich jak despotyzm, tyrania i dyktatura. Wszędzie tam, gdzie doszedł do władzy, stworzył zupełnie nowe instytucje polityczne, niszcząc zarazem wszystkie społeczne, prawne i polityczne tradycje kraju”. Upatruje ona w totalitaryzmie nowej formy władczego panowania, ograniczonego nie tylko do kontrolowania sfery polityki, ale także do podporządkowania sobie życia prywatnego ludzi. Celem tego systemu stało się przekształcenie samej natury człowieka, co miało być urzeczywistnione za pomocą połączenia środków ideologicznych z masowym terrorem - obywatel powinien być porządkowany władzy państwowej i monopartii.

## Krytyka pojęcia
Pojęcie jest krytykowane z kilku względów.
1. Niektórzy teoretycy (Martin Broszat, Hans Mommsen) uznają, że koncepcja totalitaryzmu koncentrując się na podobieństwach pomiędzy systemami politycznymi, zaciera różnice między nimi. Zdaniem Mommsena różnice pomiędzy NSDAP i KPZR pod względem struktury i funkcji są na tyle duże, że sprowadzanie ZSRR i III Rzeszy do jednej formuły państwa monopartyjnego jest powierzchowne[11].
2. Pojęcie nie oddaje zmiany w obrębie ZSRR po śmierci Stalina. System rządów po śmierci Stalina był na tyle odmienny od stalinizmu, że pojęcie totalitaryzmu musi zostać znacząco poszerzone by móc ujmować ZSRR w okresie post-stalinowskim jako państwo totalitarne[11].
3. Koncepcja totalitaryzmu nie mówi nic na temat warunków społeczno-ekonomicznych, funkcji i celów politycznych danego systemu, a koncentruje się jedynie na technice władzy. Zwraca się tu uwagę, że różnice między III Rzeszą a ZSRR dotyczą właśnie sfery społeczno-ekonomicznej i analiza, która te różnice pomija jest bardzo ograniczona[11].
4. Zasadność pojęcia totalitaryzmu jest uzależniona od pewnej hierarchii wartości, która za najwyższą wartość uznaje liberalną demokrację i zakłada podział na „otwarte” i „zamknięte” społeczeństwa, w ten sposób pojęcie ma tendencje do zbyt szerokiego użycia, które obejmuje już nie tylko III Rzesze czy ZSRR, ale jest stosowane arbitralnie do każdego systemu autorytarnego czy nawet do obszarów demokracji w Europie zachodniej[11].

Ze względu na te argumenty niektórzy historycy odrzucają pojęcie lub zawężają jego stosowanie do pewnych obszarów historii. Przykładowo Martin Broszat uznaje za totalitarny jedynie okres III Rzeszy od 1937 roku a rządy NSDAP w latach 1934–1937 nie uznaje za totalitarne a jedynie za autorytarne. Nie stosuje też pojęcia totalitaryzmu do porównań III Rzeszy z ZSRR.
Sporne jest też zastosowanie koncepcji totalitaryzmu do różnych okresów w historii PRL.

## Sytuacja prawna w Polsce
Konstytucja Rzeczypospolitej Polskiej (Dz.U. z 1997 r. nr 78, poz. 483):
| Art. 13. |
| Zakazane jest istnienie partii politycznych i innych organizacji odwołujących się w swoich programach do totalitarnych metod i praktyk działania nazizmu, faszyzmu i komunizmu, a także tych, których program lub działalność zakłada lub dopuszcza nienawiść rasową i narodowościową, stosowanie przemocy w celu zdobycia władzy lub wpływu na politykę państwa albo przewiduje utajnienie struktur lub członkostwa. |

Ustawa z dnia 6 czerwca 1997 r. Kodeks karny (Dz.U. z 2022 r. poz. 1138, z późn. zm.):
| Art. 256. |
| § 1. Kto publicznie propaguje nazistowski, komunistyczny, faszystowski lub inny totalitarny ustrój państwa lub nawołuje do nienawiści na tle różnic narodowościowych, etnicznych, rasowych, wyznaniowych albo ze względu na bezwyznaniowość, podlega karze pozbawienia wolności do lat 3. |
| § 1a. Tej samej karze podlega, kto publicznie propaguje ideologię nazistowską, komunistyczną, faszystowską lub ideologię nawołującą do użycia przemocy w celu wpływania na życie polityczne lub społeczne. |
| § 2. Karze określonej w § 1 podlega, kto w celu rozpowszechniania produkuje, utrwala lub sprowadza, nabywa, zbywa, oferuje, przechowuje, posiada, prezentuje, przewozi lub przesyła druk, nagranie lub inny przedmiot, zawierające treść określoną w § 1 lub 1a albo będące nośnikiem symboliki nazistowskiej, komunistycznej, faszystowskiej lub innej totalitarnej, użytej w sposób służący propagowaniu treści określonej w § 1 lub 1a. |

Do lipca 2011 r. artykuł 256 kodeksu karnego, kończył się sformułowaniem „albo będące nośnikiem symboliki faszystowskiej, komunistycznej lub innej totalitarnej”. Zapis ten został wykreślony wyrokiem Trybunału Konstytucyjnego z dnia 19 lipca 2011 r. Trybunał uznał, że przepis nie spełnia kryteriów określoności i w konsekwencji „orzeczenie o niekonstytucyjności art. 256 § 2 in fine k.k. oznacza, że ograniczone zastosowanie znajdzie art. 256 § 4 k.k. Na jego podstawie sąd będzie mógł orzec przepadek przedmiotów zawierających treść określoną w art. 256 § 1 k.k. Nie będzie to natomiast możliwe w odniesieniu do przedmiotów będących nośnikiem symboliki faszystowskiej, komunistycznej lub innej totalitarnej”.